# Ethernet

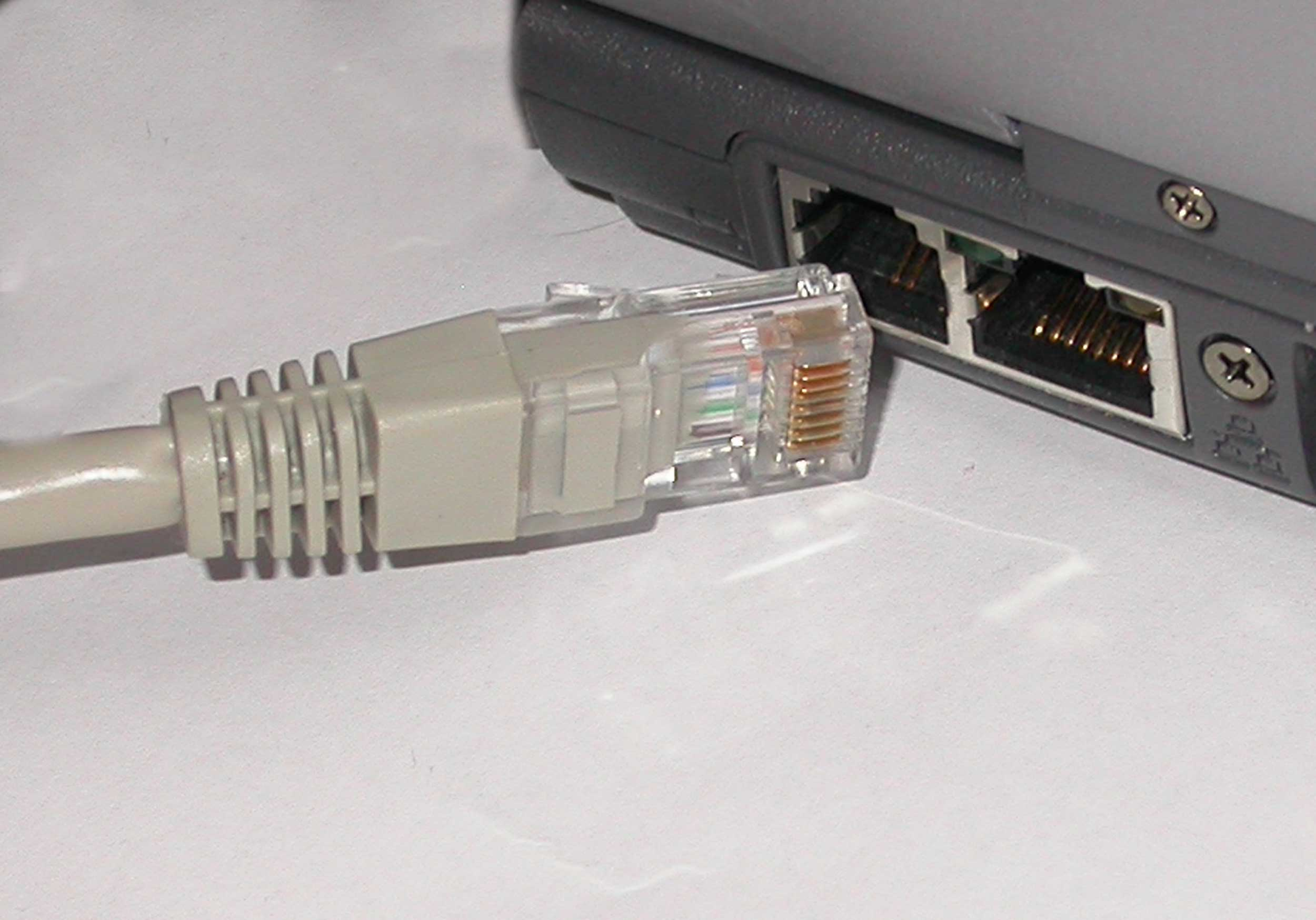
Kabel se čtyřmi páry kroucené dvojlinky zakončený modulárním konektorem 8P8C (RJ-45) a zásuvky v notebooku. Pravá zásuvka 8P8C označená piktogramem lokální sítě slouží pro připojení do sítě Ethernet pomocí vyobrazeného kabelu; levá zásuvka je 6P2C pro připojení interního modemu na telefonní linku

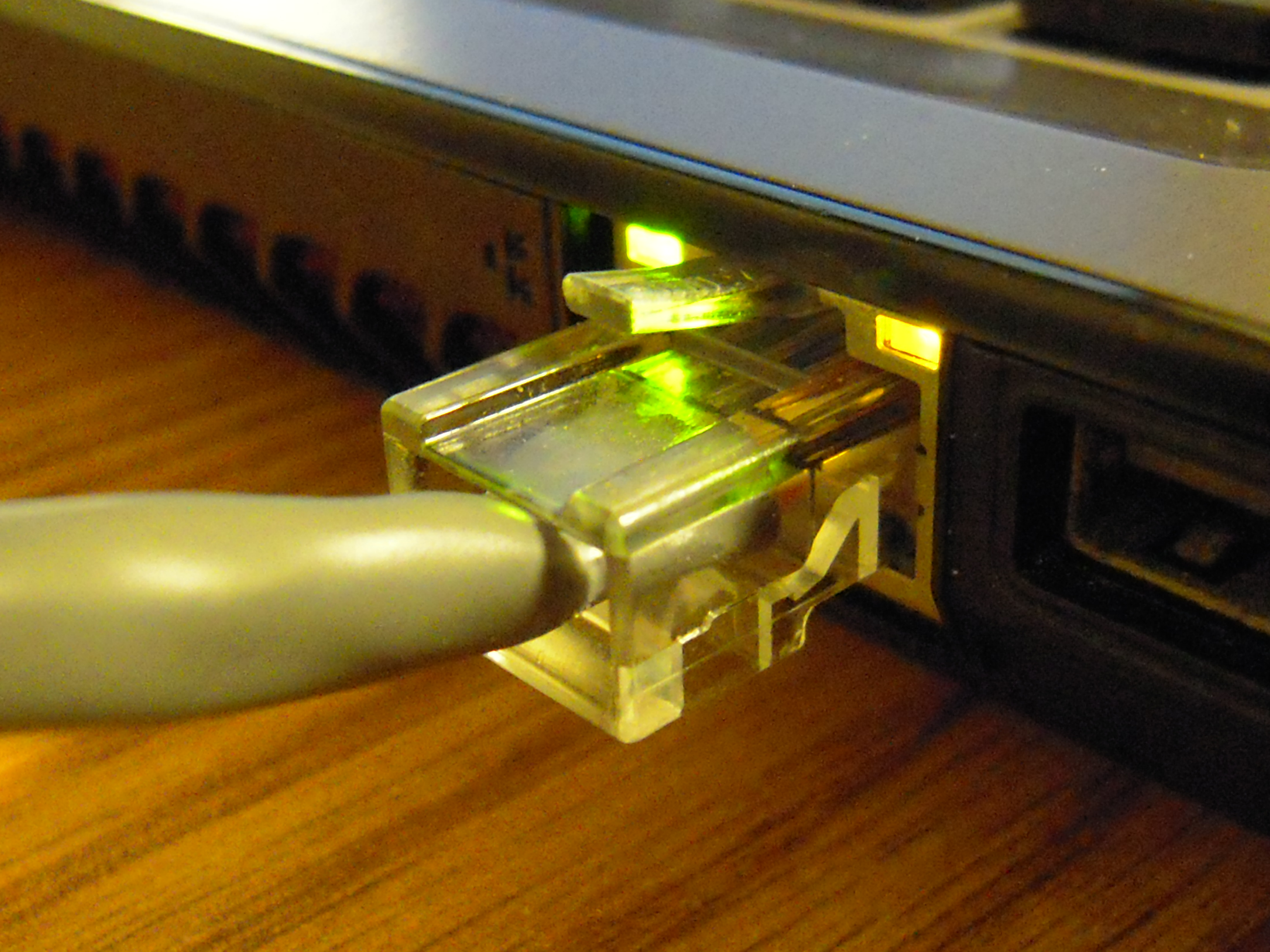
Svítící zelená LED dioda signalizuje, že na druhé straně kabelu je připojený jiný aktivní síťový prvek, např. hub, switch, router nebo jiný počítač; žlutá LED bliká při přenosu Ethernetových rámců

Ethernet je název souhrnu technologií pro počítačové sítě (LAN, MAN) z větší části standardizovaných jako IEEE 802.3, které používají kabely s kroucenou dvojlinkou, optické kabely (ve starších verzích i koaxiální kabely) pro komunikaci přenosovými rychlostmi od 1 Mbit/s po 400 Gbit/s. Sítě Ethernet realizují fyzickou a linkovou vrstvu referenčního modelu OSI, takže je možné po nich provozovat jeden nebo více protokolů síťové vrstvy, například AppleTalk, DECnet, IPX/SPX, a především protokoly IPv4 a IPv6, které se používají pro služby sítě Internet.
Před rokem 2000 se Ethernet stal dominantní technologií pro drátové nebo kabelové lokální sítě a prakticky synonymem pro lokální síť (LAN). Používá se nejen pro propojování počítačů, ale i pro datová úložiště, zařízení spotřební elektroniky jako jsou televizní přijímače a herní konzole a také jako drátové rozhraní pro přístupové body WiFi a zařízení pro přístup k Internetu. Pokud zařízení deklaruje, že má připojení na LAN, v naprosté většině případů to znamená, že je vybaveno konektorem 8P8C (RJ-45) pro síť Ethernet s rychlostí 100 nebo 1000 Mbit/s.

## Historie

### Experimentální Ethernet
Ethernet byl vyvinut v letech 1972–1975 v laboratořích PARC firmy Xerox. Název vychází ze slova éter, což měla být látka, která má umožňovat šíření elektromagnetického záření. První verze Ethernetu používaly pro šíření signálu koaxiální kabel, ke kterému mohlo být připojeno až několik desítek počítačů. Pořádek v síti, ve které kvůli použití signálu v základním pásmu s linkovým kódem Manchester může v každém okamžiku vysílat nejvýše jeden počítač, zajišťuje souhrn pravidel pro přístup k médiu nazývaných CSMA/CD. Experimentální verze sítě Ethernet pracovala s přenosovou rychlostí 2,94 Mbit/s.

### Ethernet I
V roce 1980 byla představena první komerční verze Ethernetu s přenosovou rychlostí 10 Mbit/s vyvinutá firmami DEC, Intel a Xerox (z jejich jmen vznikla zkratka DIX-Ethernet) určená k propojení počítačů pro potřeby kancelářských aplikací. Tato varianta označovaná Ethernet I se v základních rysech shodovala s 10Base5 a v roce 1982 byla standardizována také sdružením evropských výrobců počítačů ECMA (European Computer Manufacturers Association), ale od roku 1985 se již nepoužívá.

### IEEE 802.3
V roce 1983 byla poněkud upravená verze normalizována institutem IEEE jako IEEE 802.3. Později byla převzata také Mezinárodní organizací pro normalizaci jako ISO 8802-3; institut IEEE poté převzal iniciativu a naprostá většina dalších rozšíření vznikla pod jeho hlavičkou. Standardy IEEE dlouhou dobu nepoužívaly název Ethernet a nesly název
„IEEE 802.3 Carrier Sense Multiple Access with Collision Detection (CSMA/CD) Access Method and Physical Layer Specifications“, protože Ethernet byla registrovaná značka firmy Xerox. IEEE standard z roku 2012 však již nese název „IEEE Standard for Ethernet“.

### Ethernet II
Po vytvoření standardu IEEE 802.3 byl DIX-Ethernet v některých detailech upraven s cílem dosáhnout lepší kompatibility se standardem IEEE, čímž vznikl Ethernet II (označovaný za průmyslový standard). Prvky vyráběné po roce 1985 vyhovují jak standardu IEEE 802.3, tak Ethernet II. Jediný větší rozdíl byl ve formátu rámce, který je řešitelný softwarově, a od přijetí standardu IEEE 802.3x v roce 1999 je používání rámců Ethernet II součástí standardu IEEE.

### Rozšíření
Díky své jednoduchosti a výhodnému poměru cena/výkon Ethernet získal již okolo roku 1990 pozici nejpoužívanější drátové nebo kabelové technologie pro lokální sítě, kterou si od té doby stále upevňuje. Postupně vytlačil nejen levnější způsoby propojování počítačů pomocí sériových portů a sítě LocalTalk a ARCNET, ale po nástupu ethernetových switchů a přechodu na vyšší rychlosti i technologie jako je Token ring, Token Bus, FDDI, ATM apod., které díky deterministickému přístupu k přenosovému médiu slibovaly vyšší výkon. V současnosti mu jsou konkurencí pouze bezdrátové sítě.

### Rychlost přenosu
Dlouhodobý úspěch Ethernetu by nebyl možný bez neustálého vývoje, jehož klíčovými body byl přechod od používání koaxiálního kabelu na kroucenou dvojlinku a optické kabely a neustálé zvyšování přenosové rychlosti. Komerční verze sítě Ethernet používají následující rychlosti:
- 1 Mbit/s – tuto rychlost používaly první varianty Ethernetu pro kroucenou dvojlinku vyvinuté v roce 1984 firmou AT&T jako StarLAN a standardizované jako IEEE 802.3e v roce 1986; jejich rozšíření bylo minimální, ale otevřely cestu k používání Ethernetu po kroucené dvojlince
- 10 Mbit/s – klasický Ethernet – původní varianta s přenosovou rychlostí 10 Mbit/s. Definována pro koaxiální kabel, kroucenou dvojlinku a optické vlákno.
- 100 Mbit/s – Fast Ethernet – rychlejší verze s přenosovou rychlostí 100 Mbit/s definovaná standardem IEEE 802.3u. Převzala maximum prvků z původního Ethernetu (formát rámce, algoritmus CSMA/CD apod.), aby se usnadnil, urychlil a zlevnil vývoj. V současnosti ji lze považovat za základní verzi Ethernetu. Je k dispozici pro kroucenou dvojlinku a optická vlákna.
- 1 Gbit/s – gigabitový Ethernet – zvýšil přenosovou rychlost na 1 Gbit/s. Opět recykloval co nejvíce prvků z původního Ethernetu, teoreticky i algoritmus CSMA/CD. V praxi je ale gigabitový Ethernet provozován pouze přepínaně s plným duplexem. Důležité je především použití stejného formátu rámce. Původně byl definován pouze pro optická vlákna (IEEE 802.3z), později byla doplněna i varianta pro kroucenou dvojlinku (IEEE 802.3ab).
- 10 Gbit/s – 10gigabitový Ethernet – představuje zatím poslední verzi, která je šířeji dostupná. Jeho definice byla jako IEEE 802.3ae přijata v roce 2003. Přenosová rychlost činí 10 Gbit/s, jako médium zatím slouží hlavně optická vlákna a opět používá stejný formát rámce. Algoritmus CSMA/CD byl definitivně opuštěn, tato verze pracuje vždy plně duplexně. V roce 2008 byla vyvinuta jeho specifikace pro kroucenou dvojlinku s označení IEEE 802.3an. Používá se v datových centrech a pro připojení nejzatěžovanějších serverů.
- 40, 100, 200, 400, 800 Gbit/s, 1,6 Tbit/s  – vyšší rychlosti se zatím (rok 2021) příliš nerozšířily nebo jsou ve vývoji; v letech 2007-2012 představila většina předních výrobců síťových komponent zařízení pro rychlosti 40 a 100 Gbit/s, v letech 2013–2017 vytvořila pracovní skupina IEEE 802.3 standard 802.3bs-2017 pro Ethernet o rychlosti 200 a 400 Gbit/s,[6] v červenci 2021 byla vytvořena pracovní skupina pro Ethernet o rychlostech nad 400 Gbit/s (800 Gbit/s a 1,6 Tbit/s)[7]

### Aktuální stav
V roce 2020 je naprostá většina zařízení, která lze připojit na drátovou síť jako jsou notebooky, stolní počítače, herní konzole, některé televizní přijímače, datová úložiště, tiskárny i zařízení pro přístup k Internetu jako jsou DSL adaptéry, kabelové modemy, přístupové body používající technologii Wi-Fi nebo jiné bezdrátové technologie, vybavena konektorem 8P8C (RJ-45) pro síť Ethernet.
Nejobvyklejší rychlost ethernetových rozhraní je 1000 Mbit/s, levnější zařízení mívají 100 Mbit/s; zařízení a komponenty pracující s nižší rychlostí se již neprodávají (ale je možné je připojovat díky zpětné kompatibilitě nových prvků). Podíl zařízení s rychlostí nad 1 Gbit/s se stále zvyšuje. Pro výkonné servery jsou k dispozici komponenty s rychlostí 10 Gbit/s.
Přestože tato zařízení mohou pracovat různými přenosovými rychlostmi, je možné je spolu vzájemně propojit, protože modernější prvky jsou vždy schopné pracovat i nižšími rychlostmi, pokud protistrana vyšší rychlost nepodporuje nebo pokud použitý kabel nemá dostatečnou kvalitu.

## Značení
Pro rozlišování jednotlivých variant Ethernetu se používají označení jako 10Base2, 10BROAD36, 1000BASE-ZX nebo 10GBASE-T, které se skládají ze tří složek:
- čísla, případně následovaného písmenem G
- slova nebo zkratky charakterizující metodu modulace (BASE, BROAD nebo PASS)
- koncovky pro detailnější rozlišení

Číslo na začátku udává přenosovou rychlost v Mbit/s nebo, pokud následuje písmeno G, v Gbit/s (používá se pro rychlosti od 10 Gbit/s).
Druhá složka jména je ve většině případů BASE označující přenos v základním pásmu, výjimkou je historický standard 10BROAD36 používající přenos v přeloženém pásmu v sítích kabelové televize, a 10PASS-TS z roku 2008 používající přenos v přeloženém pásmu pro přístupové sítě – tak zvaný Ethernet na první míli.
Poslední složka slouží pro detailní rozlišení přenosového média. Pokud je tvořena pouze číslem, jedná se o Ethernet používající koaxiální kabel a číslo přibližně udává maximální délku segmentu ve stovkách metrů. Pokud poslední složka začíná pomlčkou a písmenem T, jedná se o Ethernet po kroucené dvojlince.
IEEE 802.3 používá pro rozlišení jednotlivých standardů jedno nebo dvě písmena (například IEEE 802.3x, nebo IEEE 802.3ae), která kromě určení konkrétního dokumentu nemají žádný význam, protože jsou přidělována postupně. Jeden dokument může popisovat více variant Ethernetu (například IEEE 802.3ae popisuje Ethernet 10 Gbit/s po světelných vláknech s variantami 10GBASE-SR, 10GBASE-LR, 10GBASE-ER, 10GBASE-SW, 10GBASE-LW, 10GBASE-EW) nebo určitý rys sítě (IEEE 802.3x popisuje Full Duplex, řízení toku dat (anglicky flow control) a rámce Ethernet II).

## Přenosová média
Ethernet používá tři druhy přenosových médií (kabelů):
- koaxiální kabely
- kroucenou dvojlinku
- optické kabely

Koaxiální kabely se používaly v nejstarších variantách sítě Ethernet. Po roce 2000 se pro propojování počítačů používají nejčastěji kabely s kroucenou dvojlinkou. Optické kabely se používají především pro propojení mezi budovami, vytváření metropolitních sítí a v prostředích s velkou úrovní elektromagnetického rušení.

### Koaxiální kabel
Všechny komerčně dostupné verze Ethernetu používající koaxiální kabely pracovaly s rychlostí 10 Mbit/s, což z nich činí zastaralou a překonanou technologii.

#### 10Base5
Nejstarší technologie 10Base5 (IEEE 802.3, thick ethernet, thicknet) používala sběrnici (segment) délky maximálně 500 metrů tvořenou jedním kusem poměrně tlustého (9,5 mm) a špatně ohebného kabelu žluté barvy (yellow cable) na obou koncích zakončeného terminátorem s impedancí 50 Ω. Na kabelu se napíchnutím speciálním nástrojem vytvářely odbočky (tak zvané upíří přípojky), ke kterým se připojovala zařízení nazývaná transceiver nebo Media Access Unit (MAU). Každý transceiver byl 15-žilovým AUI (Access Unit Interface) kabelem maximální délky 50 metrů propojen s AUI portem síťové karty v počítači nebo jiném zařízení.

#### 10Base2

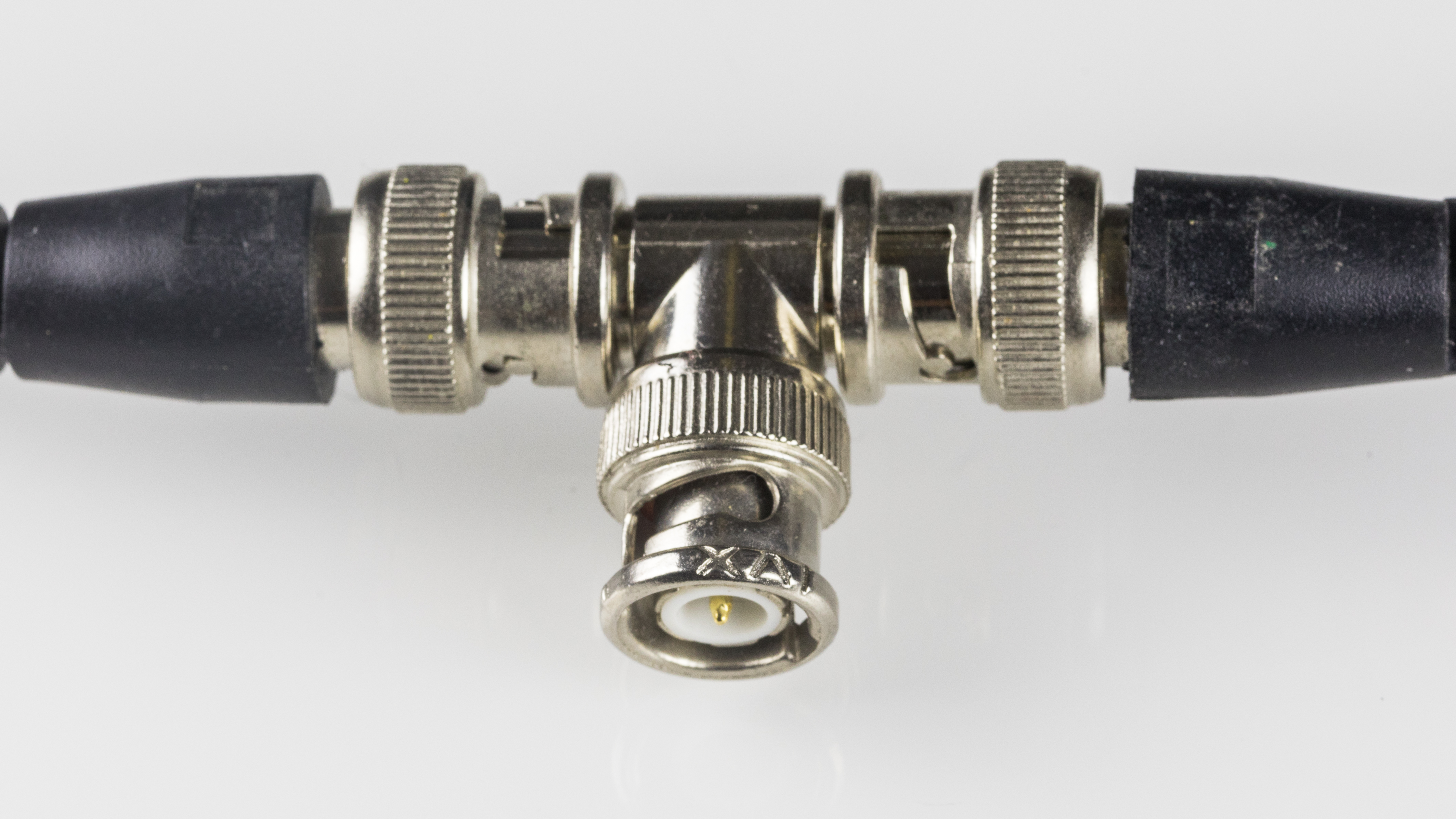
Ethernet 10Base2 používající koaxiální kabely s odbočkami s konektory BNC je již zastaralý.

K masovému rozšíření Ethernetu přispěla okolo roku 1990 technologie 10Base2 (IEEE 802.3a), která používá tenký koaxiální kabel (thin Ethernet, cheapernet) typu RG-58A. Tento kabel je podstatně ohebnější, takže může být přiveden až k síťové kartě, bez použití transceiveru. Segment není tvořen jedním kusem kabelu, ale skládá se z úseků kabelu opatřených na obou koncích konektorem BNC. Kabely se (ani při propojení dvou počítačů) nepřipojují přímo do síťové karty, ale na jeden z přímých směrů BNC T-konektoru, zatímco odbočka T-konektory je zapojena do síťové karty. Aby bylo možné k tenkému kabelu připojit i počítače, které mají kartu pouze s AUI rozhraním, vyráběly se i transceivery pro tenký kabel. Celý segment má maximální délku 185 metrů, někteří výrobci dovolovali (se speciálním hardware) délku i 300-400 metrů. Segment musí být na obou koncích zakončen terminátory (rezistor 50 ohmů). To znamená, že k propojení dvou počítačů jsou potřeba dva T-konektory, jeden kus kabelu a dva terminátory. Pro malou síť však nebyly potřeba žádné aktivní prvky, což bylo příčinou velké oblíbenosti této technologie.
Přímé propojení kabelů 10Base5 a 10Base2 nebylo možné, pro propojení bylo nutné použít repeater, který měl porty pro různá média.

#### 10BROAD36
Koaxiální kabely používá i technologie 10BROAD36 navržená pro rozvod Ethernetu v sítích kabelové televize a příliš se nerozšířila.

#### Přístup ke sdílenému médiu
Koaxiální kabel funguje jako sdílené médium, na kterém pro úspěšnou komunikaci může v každém okamžiku může vysílat nejvýše jedna stanice a všechny stanice slyší veškerý provoz. Každá síťová karta má přidělenu unikátní hardwarovou adresu (MAC adresa) a standardně zahazuje všechny pakety s jinou adresou příjemce, než je její vlastní (karty lze ovšem přepnout do promiskuitního režimu, kdy přijímají všechny pakety, tato možnost se využívá např. při monitorování sítě). Síť Ethernet podporuje také skupinové vysílání (multicast), při kterém se používají adresy, jejichž nejnižší bit v prvním bytu je jednička.
Pro přístup ke sdílenému přenosovému médiu (sběrnici) se používá metoda CSMA/CD (Carrier Sense with Multiple Access and Collision Detection), česky metoda mnohonásobného přístupu s nasloucháním nosné a detekcí kolizí.
Stanice (síťová karta), která potřebuje vysílat, naslouchá co se děje na přenosovém médiu. Pokud je v klidu, začne stanice vysílat. Může se stát (v důsledku zpoždění signálu), že dvě stanice začnou vysílat přibližně ve stejný okamžik. Jejich signály se pochopitelně navzájem zkomolí. Tato situace se nazývá kolize a vysílající stanice ji poznají podle toho, že během svého vysílání zároveň zjistí příchod cizího signálu. Stanice, která detekuje kolizi, vyšle krátký signál (jam o 32 bitech). Poté se všechny vysílající stanice odmlčí a později se pokusí o nové vysílání.
Mezi opakovanými pokusy o vysílání stanice počká vždy náhodnou dobu. Interval, ze kterého se čekací doba náhodně vybírá, se během prvních deseti pokusů vždy zdvojnásobuje. Stanice tak při opakovaných neúspěších „ředí“ své pokusy o vysílání a zvyšuje tak pravděpodobnost, že se o sdílené médium úspěšně podělí s ostatními. Pokud se během šestnácti pokusů nepodaří rámec odvysílat, stanice své snažení ukončí a ohlásí nadřízené vrstvě neúspěch.
Ke kolizi může dojít jen v době, která uplyne od začátku vysílání do okamžiku, kdy signál vysílaný stanicí obsadí celé médium (pak již případní další zájemci o vysílání zjistí, že médium není volné a počkají na jeho uvolnění). Tento interval se nazývá kolizní okénko a musí být kratší, než je doba vysílání nejkratšího rámce. Jinak by mohlo docházet k nezjištěným kolizím (dvě vzdálené stanice odvysílají krátké rámce, které se na kabelu protnou a zkomolí, ale obě stanice ukončí vysílání dříve, než k nim dorazí kolidující signál).
Tato metoda přístupu k médiu je velmi efektivní při nižším zatížení sítě (cca 30 % šířky pásma), ale její efektivita klesá při větším počtu zájemců o vysílání, kdy může dojít k exponenciálnímu nárůstu kolizí. Pro delší rámce je efektivita CSMA/CD vyšší, protože mají výhodnější poměr mezi trváním kolizního okénka a dobou vysílání dat.

### Kroucená dvojlinka

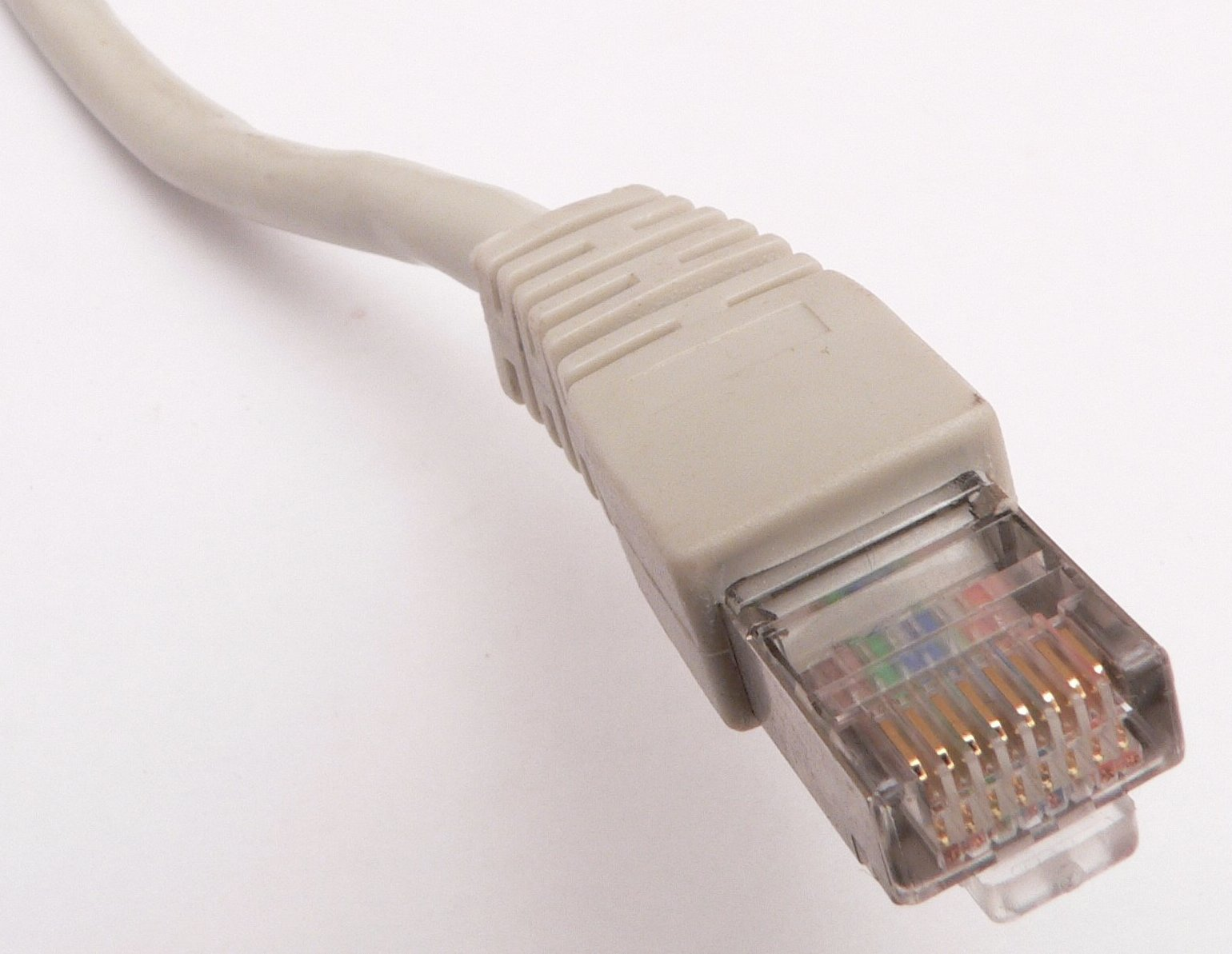
Ethernetový kabel s koncovkou RJ-45

K dalšímu rozšíření Ethernetu přispěl přechod na kabely s několika páry kroucené dvojlinky (anglicky Twisted pair, TP), které se používají pro telefonní rozvody v budovách. Standardy 1BASE5 (StarLAN, IEEE 802.3e, 1987, příliš se nerozšířil), 10BASE-T (IEEE 802.3i, 1990) a 100BASE-TX, T2 a T4 (IEEE 802.3u, 1995) byly první členy stále se rozšiřující řady standardů, které definovaly Ethernet na tomto médiu. Kolem roku 2000 se kroucená dvojlinka stala nejrozšířenějším druhem kabeláže pro sítě Ethernet.
Kroucená dvojlinka umožňuje vytváření pouze dvoubodových spojů, pro propojení více než dvou zařízení je nutný hub nebo switch, ke kterému je každý počítač připojen samostatným TP kabelem. Díky tomu se topologie sítě se změnila na hvězdicovou s hubem nebo switchem ve středu hvězdice.

#### Half a full duplex
Použití signálu v základním pásmu na jednom koaxiálním kabelu současný příjem a vysílání neumožňuje, a proto je nutné používat poloduplexní komunikaci. Tento přístup zůstal zpočátku zachován i v instalacích s kroucenou dvojlinkou: data vyslaná jednou stanicí rozesílá hub všem ostatním, takže může docházet ke kolizím stejně jako při komunikaci po sdílené sběrnici. Při použití kabelu tvořeného několika páry kroucené dvojlinky je možné některé páry používat pro vysílání a jiné pro příjem, takže z pohledu stanice se jedná o komunikaci duplexní. Při použití optického kabelu lze pro duplexní komunikaci používat buď jedno vlákno pro vysílání a druhé pro příjem nebo použít záření s různou vlnovou délkou.
Druhou podmínkou pro přechod na duplexní provoz a opuštění přístupové metody CSMA/CD bylo nahrazení rozbočovačů (hub), přepínači (switch). Switch funguje jako víceportová bridge metodou „ulož a předej“ – přijme ethernetový rámec, uloží jej do vyrovnávací paměti, analyzuje adresu příjemce a následně jej odvysílá pouze do rozhraní, ke kterému je připojen jeho adresát. Tabulky s fyzickými adresami a jim odpovídajícími rozhraními si switch udržuje automaticky – učí se na základě adresy odesilatele v rámcích. Vzhledem k tomu, že přepínač nepředává rámec rovnou, ale sám jej odvysílá, až bude na cílovém rozhraní volno, počítače (či sítě) připojené k jeho rozhraním spolu navzájem nesoutěží o médium. Důsledkem je vyšší propustnost sítě a také vyšší bezpečnost, protože data jsou doručována jen tam, kde sídlí jejich příjemce.
Přepínače byly původně výrazně dražší než rozbočovače. V současnosti ovšem cena jednoduchých přepínačů klesla na takovou úroveň, že rozbočovače ztratily ekonomický smysl a zcela zmizely z trhu. Díky masivnímu rozšíření přepínačů je dnes obvyklé, že koncový počítač je přímo propojen s přepínačem. Kolizní doména tudíž obsahuje jen dva účastníky – koncový počítač a přepínač – propojené kroucenou dvojlinkou. Kabel s dvojlinkou ale obsahuje celkem čtyři kroucené páry, tedy osm vodičů. Část z nich lze vyčlenit pro přenos dat ve směru od přepínače k počítači a část pro směr opačný. Provoz tedy kabelem může protékat obousměrně, každý z účastníků má své pevně přidělené vodiče, do nichž může vysílat kdykoli. Odpadá sdílení média a s ním i důvody pro nasazení algoritmu CSMA/CD. Tento režim provozu se nazývá plný duplex (anglicky full duplex). Odpadají v něm prostoje způsobené kolizemi a přenosová rychlost odpovídá maximální možné. Na použití plně duplexního režimu se typicky dohodne přepínač s připojeným počítačem automaticky – pokud oba tento režim podporují, přejdou do něj.

#### Přímý a křížený kabel
Protože některé páry TP kabelu se používají pro vysílání a jiné pro příjem, je nutné při přímém propojení dvou zařízení stejného typu (PC-PC, switch-switch) použít křížený kabel (crossover). Pro propojení zařízení různých typů (PC-switch) je používán přímý kabel, protože překřížení párů je realizováno přímo v zařízení. Modernější zařízení využívají standard MDI-X (Gigabitový Ethernet, ale jen některé o rychlosti 100 Mbit/s), který umožňuje automatickou rekonfiguraci zásuvky, takže je jedno, jaký kabel použijeme.

#### Strukturovaná kabeláž
Rozvod kroucené dvojlinky v budovách se nazývá strukturovaná kabeláž. Každá zásuvka je propojena s centrálním rozvaděčem samostatným kabelem, který umožňuje její využití i pro jiné účely (telefon a podobně). Délka jednoho spoje je maximálně 100 metrů, ve strukturované kabeláži se používá limit 90 metrů a 10 m se ponechává pro propojení mezi zásuvkou a počítačem. Ethernet používající kroucenou dvojlinku se označuje příponou T nebo TX.
Kabely mohou být nestíněné (UTP – Unshielded Twisted Pair) nebo stíněné (STP – Shielded Twisted Pair), které se používají v průmyslovém prostředí – jsou odolnější proti rušení. Používá se stínění jednotlivých párů, celého kabelu, nebo obojí. Provedení strukturované kabeláže se dělí na kategorie podle svých elektrických a přenosových vlastností. Na kategorii závisí maximální možná přenosová rychlost.

#### Automatické nastavení přenosových parametrů
Automatické nastavení přenosových parametrů (anglicky Autonegotiation) je postup, který dovoluje dvěma zařízením propojeným TP kabelem v síti Ethernet vybrat optimální parametry komunikace, jako je rychlost, použití přímého nebo kříženého kabelu a duplexní režim. Byl zaveden jako volitelný u 100BASE-TX (a je také zpětně kompatibilní s 10BASE-T), u 1000BASE-T je povinný.

### Optické kabely
Pomocí optických kabelů lze vytvářet dvoubodové trasy, jejichž konce jsou galvanicky oddělené. Kabely jsou odolné proti elektromagnetickému rušení i vlivům atmosférické elektřiny, což z nich činí technologii vhodnou pro propojování budov, a budování sítí v prostředích s vysokou úrovní elektromagnetického rušení. Pro sítě Ethernet se používají levnější multimode i dražší singlemode optické kabely. Nejstarší technologie pro optické kabely pracovaly s rychlostí 10 Mbit/s, ale jsou k dispozici technologie pro všechny dostupné rychlosti Ethernetu až do 1 Tbit/s.
Ethernet je definován i pro optické vlákno. Používají se jednovidová i vícevidová vlákna v závislosti na požadované rychlosti a vzdálenosti. Vybudování optické trasy je dražší než strukturovaná kabeláž, ale umožňuje přenos na vyšší vzdálenosti. Další výhodou je, že spojení je odolné proti elektromagnetickému rušení a koncové body spoje jsou galvanicky oddělené. Je tedy vhodné pro budování LAN sítí mezi budovami a vzdálenými lokalitami. V těchto případech jsou metalické spoje nepoužitelné vzhledem k problémům se statickou elektřinou, nebo s různým nulovým elektrickým potenciálem rozvaděčů budov.
Skleněná vlákna jsou zakončena tzv. media konvertory, které převedou optický signál na elektrický. Převodník bývá obvykle součástí přepínače jako rozšiřující modul. Pro každý spoj se použijí dvě vlákna, pro každý směr jedno. Lze použít také jen jedno, kdy se využívá dvou vlnových délek pro přenos informací (v telekomunikacích 1310 nm a 1550 nm). V praxi se pokládá vždy několik vláken navíc jako rezerva pro rozšíření nebo poruchu. Délka optického spoje bývá od stovek metrů až po mnoho kilometrů. Rychlost přenosu může být od 10 Mbit/s až po gigabitové rychlosti. Optický Ethernet se označuje v příponě písmenem F či FX, poslední dobou ale přípon výrazně přibylo (SX, LX, EX a další)

## Kompatibilita
Všechna zařízení splňující standardy IEEE 802.3 vyrobená po roce 1985 lze propojit do jedné sítě díky stejnému základnímu formátu rámce a MAC adres. Přitom však zařízení, která používají různé přenosové médium nebo nejsou schopna pracovat stejnou přenosovou rychlostí, nelze propojovat přímo, ale musí být připojena do různých segmentů sítě. Jednotlivé segmenty se propojují pomocí několika druhů aktivních prvků.

### Aktivní prvky
Pro vytvoření větší sítě je nutné použít aktivní prvky (tj. s napájením, pasivní rozbočení není u Ethernetu možné):
- opakovač (repeater) – umožňuje propojit dva segmenty sítě pracující stejnou rychlostí
- ethernetový hub (multiport repeater) – umožňuje propojit několik segmentů sítě pracujících stejnou rychlostí
- bridge (most) – propojuje dva segmenty sítě na 2. vrstvě OSI modelu; každá strana tvoří jinou kolizní doménu; přeposílán je jen provoz určený pro cíl na druhé straně (most sleduje provoz a vytváří tabulku MAC adres) nebo broadcasty
- switch (přepínač, multiport bridge) – propojuje několik segmentů sítě na 2. vrstvě OSI modelu; každý port tvoří pokud jinou kolizní doménu; přeposílán je jen provoz určený pro cíl za daným portem (switch sleduje provoz a vytváří tabulku MAC adres) nebo broadcasty
- router (směrovač) – umožňuje propojit různé sítě (ne nutně typu Ethernet); pracuje na 3. vrstvě OSI modelu

Části sítě, které jsou propojeny pouze pomocí opakovačů a hubů, tvoří dohromady jednu kolizní doménu, jejíž velikost je omezena pravidlem 5-4-3: na cestě mezi žádnými dvěma počítači, na které není most ani switch, nesmí být více než 5 segmentů (včetně segmentů, do nichž jsou připojeny příslušné počítače), 4 huby, a pouze 3 segmenty mohou být osazeny počítači. Opakovače a huby byly k dispozici do rychlosti 100 Mbps (gigabitový Ethernet je už nepodporuje).
Při použití kroucené dvojlinky a optického kabelu jsou segmenty tvořeny pouze dvěma zařízeními připojenými na opačných koncích kabelu. Obě zařízení musí být schopna pracovat stejnou rychlostí, a pokud obě nepodporují automatické nastavení přenosových parametrů, musí být nastavena na stejné parametry. Zpočátku byly používány křížené UTP kabely (vysílání je propojeno s příjmem) pro spojení zařízení stejného typu (switch-switch, PC-PC) a přímé kabely pro propojení různých zařízení (switch-PC), protože tato zařízení mají na sobě prohozené kontakty pro vysílání a příjem. Po roce 2000 začaly být na trh dodávány síťové prvky, které si křížení (prohození) v případě potřeby dohodnou automaticky (MDI-X).

## Typy Ethernetu
- 10Base5 Původní Ethernet na koaxiálním kabelu o rychlosti 10 Mbit/s. Koaxiální kabel o impedanci 50 Ω tvoří sběrnici, ke které se připojují pomocí speciálních transceiverů a AUI kabelů jednotlivé stanice.
- 10Base2 Ethernet na tenkém koaxiálním kabelu o rychlosti 10 Mbit/s. Koaxiální kabel tvoří sběrnici, ke které se připojují jednotlivé stanice přímo. Kabel je impedance 50 Ω (RG-58), nesmí se větvit (pro větvení musí být použit hub neboli multiport repeater) a je na koncích zakončen odpory 50 Ω (tzv. terminátory).
- 10BASE-T Jako přenosové médium používá kroucenou dvojlinku s rychlostí 10 Mbit/s. Využívá dva páry kabelu kategorie 3. Dnes již překonaná síť, která byla ve většině případů nahrazena rychlejší 100 Mbit/s variantou.
- 10BASE-F Varianta s optickými vlákny o rychlosti 10 Mbit/s. Používala se pro spojení na větší vzdálenost, nebo spojení mezi objekty, kde nešlo použít metalické kabely. Tvořila obvykle tzv. páteřní síť, která propojovala jednotlivé menší celky sítě. Dnes je již nahrazována vyššími rychlostmi (Fast Ethernet, gigabitový Ethernet).
- 100BASE-TX Varianta s přenosovou rychlostí 100 Mbit/s, které se říká Fast Ethernet, používá dva páry UTP nebo STP kabelu kategorie 5.
- 100BASE-T2 Používá dva páry UTP kategorie 3, 4, 5. Je to varianta vhodná pro starší rozvody strukturované kabeláže.
- 100BASE-T4 Používá čtyři páry UTP kategorie 3, 4, 5. Také vhodná pro starší rozvody strukturované kabeláže.
- 100BASE-FX Fast Ethernet používající dvě optická vlákna.
- 1000BASE-T Ethernet s rychlostí 1000 Mbit/s, nazývaný Gigabitový Ethernet. Využívá 4 páry UTP kabeláže kategorie 5e, zaručená délka je 100 metrů.
- 1000BASE-CX Gigabitový Ethernet na bázi měděného vodiče pro krátké vzdálenosti, učený pro propojování skupin zařízení.
- 1000BASE-SX Gigabitový Ethernet používající mnohavidové optické vlákno. Je určen pro páteřní sítě do vzdáleností několik set metrů.
- 1000BASE-LX Gigabitový Ethernet používající jednovidové optické vlákno. Je určen pro větší vzdáleností až několika desítek kilometrů.
- Vyšší rychlosti: Do roku 2015 byl standardizován Ethernet pro rychlosti 2.5, 5, 10, 25, 40, 50, 100 Gbit/s; 200 a 400 Gbit/s jsou ve výzkumu. Používaná média jsou optické kabely, twinaxiální kabely, případně kabely s kroucenou dvojlinkou Cat 5e, 6, 6a, 7 a 8. Největšího rozšíření dosáhla rychlost 10 Gbit/s nazývaná 10gigabitový Ethernet (nebo také EFM – Ethernet on the first mile). Pro 10GBase-T lze do vzdálenosti 55 metrů lze využít kabeláž kategorie 6. Pro využití plné délky (100 metrů) je nutné použít kategorii 6a (augmented Category 6 – šířka pásma 500 MHz, na trhu od roku 2008). Někteří výrobci prodávají kabely kategorie 7, které jsou označeny jako kompatibilní s 10GBASE-T.

## Formát rámce
Formát rámce se popisuje pomocí oktetů, což je osmice bitů. Důvodem je přesnost definice, protože některé počítače mohou pracovat s jinou základní délkou bajtu (např. 4 nebo 10 bitů), což by v počítačových sítích způsobovalo nekompatibility. Níže uvedená tabulka popisuje rámec Ethernet II a 802.3, které se liší využitím jednoho pole pro typ nebo pro délku (vysvětlení je pod tabulkou).
| Preambule         | SFD               | MAC cíle       | MAC zdroje | Typ/délka | Data a výplň   | CRC32    | Mezera mezi rámci |
| ----------------- | ----------------- | -------------- | ---------- | --------- | -------------- | -------- | ----------------- |
| 7× oktet 10101010 | 1× oktet 10101011 | 6 oktetů       | 6 oktetů   | 2 oktety  | 46-1500 oktetů | 4 oktety | 12 oktetů         |
|                   |                   | 64-1518 oktetů |            |           |                |          |                   |
| 72-1526 oktetů    |                   |                |            |           |                |          |                   |

Popis polí:
- Preambule – 7 oktetů, střídavě binární 1 a 0; slouží k synchronizaci hodin příjemce
- SFD – označení začátku rámce (Start of Frame delimiter), oktet 10101011
- MAC cíle – MAC adresa cílového síťového rozhraní o délce 48 bitů; adresa může být individuální (unicast), skupinová (multicast) a všeobecná (broadcast)
- MAC zdroje – MAC adresa zdrojového síťového rozhraní
- Typ/délka
  - pro Ethernet II je to pole určující typ vyššího protokolu
  - pro IEEE 802.3 udává délku pole dat; podle IEEE 802.3x má toto pole význam délky pouze pokud obsahuje hodnotu max. 1500 (05DC hex), pokud obsahuje hodnotu alespoň 1536 (0600 hex), jedná se o typ
- Data – pole dlouhé minimálně 46 a maximálně 1500 oktetů (46—1500 B); minimální délka je nutná pro správnou detekci kolizí v rámci segmentu
- Výplň – vyplní zbytek datové části rámce, pokud je přepravovaných dat méně než 46 B
- CRC32 – kontrolní součet (Frame Check Sequence, FCS) 32bitový kontrolní kód s generujícím polynomem {\displaystyle x^{32}+x^{26}+x^{23}+x^{22}+x^{16}+x^{12}+x^{11}+x^{10}+x^{8}+x^{7}+x^{5}+x^{4}+x^{2}+x+1}, který se počítá ze všech polí mezi SFD a FCS; slouží ke kontrole správnosti dat – příjemce si jej vypočítá z obdrženého rámce a pokud výsledek nesouhlasí s hodnotou pole, rámec zahodí jako vadný.